# Каміль Пйонтковський
Каміль Пйонтковський (пол. Kamil Piątkowski, нар. 21 червня 2000, Ясло) — польський футболіст, захисник клубу «Ред Булл» (Зальцбург) та національної збірної Польщі. На умовах оренди грає за турецький клуб «Касимпаша».

## Клубна кар'єра
Народився 21 червня 2000 року в місті Ясло. Вихованець юнацьких команд футбольних клубів УКС 6 (Ясло), «Карпати» (Кросно) та «Заглембє» (Любін). З 2018 року став виступати за резервну команду «Заглембє» у четвертому за рівнем дивізіоні країни, але до першої команди не пробився.
18 травня 2019 року на правах вільного агента перейшов у клуб «Ракув» (Ченстохова), підписавши з командою чотирирічну угоду. 18 серпня 2019 року він дебютував в Екстракласі, вийшовши на заміну на 86-й хвилині матчу проти «Лехії» (2:1). За підсумками сезону 2020/21 виграв з клубом Кубок Польщі, зігравши в тому числі у фінальній грі проти «Арки» (2:1), а також був визнаний найкращим молодим футболістом Екстракласи.
Влітку 2021 року перейшов до складу австрійського «Ред Булла» (Зальцбург), підписавши п'ятирічний контракт з клубом. Не будучи основним гравцем, на умовах оренди грав за бельгійський «Гент» та іспанську «Гранаду».

## Виступи за збірні
2014 року дебютував у складі юнацької збірної Польщі (U-15), загалом на юнацькому рівні взяв участь у 6 іграх.
З 2020 року залучався до складу молодіжної збірної Польщі. На молодіжному рівні зіграв у 4 офіційних матчах.
28 травня 2021 року дебютував в офіційних іграх у складі національної збірної Польщі у матчі відбору на чемпіонат світу 2022 року проти збірної Андорри (3:0).
У травні 2021 року потрапив до фінальної заявки збірної на чемпіонат Європи 2020 року.
| Дата       | Місто      | Господарі  | Результат | Гості     | Турнір                               | Голи | Примітки |
| ---------- | ---------- | ---------- | --------- | --------- | ------------------------------------ | ---- | -------- |
| 28-3-2021  | Варшава    | Польща     | 3 – 0     | Андорра   | Відбір до ЧС 2022                    | -    |          |
| 1-6-2021   | Іновроцлав | Польща     | 1 – 1     | Росія     | товариський матч                     | -    | 57'      |
| 5-9-2021   | Серравалле | Сан-Марино | 1 – 7     | Польща    | Відбір до ЧС 2022                    | -    |          |
| 15-10-2024 | Варшава    | Польща     | 3 – 3     | Хорватія  | Ліга націй УЄФА 2024-2025 - 1-й етап | -    | 38'      |
| 15-11-2024 | Порту      | Португалія | 5 – 1     | Польща    | Ліга націй УЄФА 2024-2025 - 1-й етап | -    |          |
| 18-11-2024 | Варшава    | Польща     | 1 – 2     | Шотландія | Ліга націй УЄФА 2024-2025 - 1-й етап | 1    |          |
| 21-3-2025  | Варшава    | Польща     | 1 – 0     | Литва     | Відбір до ЧС 2026                    | -    | 70' 77'  |
| 24-3-2025  | Варшава    | Польща     | 2 – 0     | Мальта    | Відбір до ЧС 2026                    | -    |          |
| Усього     |            | Матчів     | 8         |           | Голів                                | 1    |          |

## Титули і досягнення

### Командні
- Володар Кубка Польщі (1):

«Ракув» (Ченстохова): 2020-21
- Чемпіон Австрії (1):

«Ред Булл»: 2021-22
- Володар Кубка Австрії (1):

«Ред Булл»: 2021-22

### Особисті
- Найкращий молодий футболіст Екстракласи: 2021